# Normenkontrolle
Als Normenkontrolle bezeichnet man die Überprüfung von Rechtsnormen darauf hin, ob sie mit höherrangigem Recht vereinbar sind. Normenkontrollen werden von Gerichten vorgenommen und sind geschichtlich aus dem richterlichen Prüfungsrecht hervorgegangen. Die Befugnis von Gerichten, Rechtsnormen auf ihre Vereinbarkeit mit höherrangigem Recht zu überprüfen und die niederrangigen Normen im Falle der Nicht-Vereinbarkeit für nichtig zu erklären, wird als Normenkontrollkompetenz bezeichnet.

## Deutschland
In Deutschland ist die Normenkontrolle von nachkonstitutionellen (d. h. nach Erlass der jeweiligen Verfassung verabschiedeten), formellen (d. h. typischerweise vom Parlament verabschiedeten) Gesetzen grundsätzlich der Verfassungsgerichtsbarkeit vorbehalten (vgl. Art. 100 Abs. 1 GG). Das jeweilige Verfassungsgericht (Bundesverfassungsgericht oder Verfassungsgericht des Landes) überprüft in den Verfahren der abstrakten oder konkreten Normenkontrolle das Gesetz auf die Verfassungsmäßigkeit. Außerdem überprüft das Bundesverfassungsgericht (und je nach Landesrecht das Landesverfassungsgericht) im Rahmen von Verfassungsbeschwerden auch die Verfassungsmäßigkeit von Gesetzen, entweder weil das Gesetz als Eingriffsermächtigung inzident geprüft wird oder weil die Verfassungsbeschwerde direkt gegen ein belastendes Gesetz (prinzipal) gerichtet ist.
Vorkonstitutionelles oder untergesetzliches Recht (Rechtsverordnung, Satzung) kann dagegen bei Entscheidungserheblichkeit nicht nur von jedem Fachgericht inzident auf seine Verfassungsmäßigkeit überprüft werden (Prüfungskompetenz), sondern wird von den Fachgerichten auch für den Einzelfall unangewendet gelassen, wenn sie von der Verfassungswidrigkeit überzeugt sind (Verwerfungskompetenz).

### Prinzipale und inzidente Normenkontrollverfahren
Als prinzipale Normenkontrollen bezeichnet werden vor allem die verwaltungsrechtlichen Normenkontrollen nach § 47 VwGO, um sie von inzidenten Normenkontrollen der Verwaltungsgerichte abzugrenzen. Danach ist eine prinzipale Normenkontrolle ein Verfahren, das eine Norm (Satzungen nach dem Baugesetzbuch oder landesrechtliche Rechtsverordnungen, § 47 Abs. 1 Nr. 1 und Nr. 2 VwGO) zum unmittelbaren Verfahrensgegenstand hat und auf dessen Verwerfung gerichtet ist.
Prinzipale Normenkontrollen sind der Sache nach auch die verfassungsgerichtlichen abstrakten und die konkreten Normenkontrollen, aber auch alle Rechtssatzverfassungsbeschwerden einschließlich der Kommunalverfassungsbeschwerde und der bayerischen Popularklage sowie die Nichtigkeitsklage oder das Vorabentscheidungsverfahren vor dem Europäischen Gerichtshof (EuGH).

### Verfassungsgerichtliche Normenkontrolle

#### Abstrakte Normenkontrolle
Die abstrakte Normenkontrolle dient der Überprüfung von Rechtsnormen (Norm selbst ist Prüfungsgegenstand) auf ihre Gültigkeit. Der Verweis auf abstrakt bedeutet, dass Anlass nicht ein konkreter Rechtsstreit ist. Eingeleitet werden kann das Prüfverfahren vor dem Bundesverfassungsgericht (BVerfG) durch die Bundesregierung per Kabinettsbeschluss, eine Landesregierung oder einen Viertel der Mitglieder des Bundestages durch Antrag gemäß Art. 94 Abs. 1 Nr. 2 GG in Verbindung mit §§ 13 Nr. 6, § 76 ff. BVerfGG. Prüfungsgegenstand ist jede Rechtsnorm mit Außenrechtsgehalt (daher keine Überprüfung von Verwaltungsvorschriften möglich), die mit Ausnahme von völkerrechtlichen Verträgen bereits verkündet wurde. Nach § 76 Abs. 1 BVerfGG muss der Antragsteller das angegriffene Recht für nichtig halten, Art. 94 Abs. 1 Nr. 2 GG spricht jedoch von Zweifeln. Insoweit ist umstritten, ob die im Grundgesetz geforderten „Zweifel“ dem „für nichtig halten“ vorgehen. Ein nachträglicher Beitritt zu einem bereits laufenden Verfahren ist nicht möglich.
Ähnliche Bestimmungen über die abstrakte Normenkontrolle sehen die Verfassungen der deutschen Länder vor, z. B. die Verfassung Niedersachsens. In Bayern (Popularklage) und Hessen (Volksklage) kann eine abstrakte Normenkontrolle darüber hinaus auch von Bürgern beantragt werden.

#### Konkrete Normenkontrolle
Bei der konkreten Normenkontrolle legt ein in einem anhängigen Verfahren erkennendes Gericht gemäß Art. 100 GG, § 13 Nr. 11 BVerfGG dem Bundesverfassungsgericht ein Parlamentsgesetz zur Prüfung vor. Voraussetzung ist, dass es im zu entscheidenden Fall auf die Verfassungsmäßigkeit eines nachkonstitutionellen Gesetzes ankommt und das erkennende Gericht von der Unvereinbarkeit des Gesetzes mit der Verfassung überzeugt ist, weil es von einem Verstoß gegen höherrangiges Recht ausgeht. Das Gericht steht gewissermaßen zwischen den Stühlen, einerseits verbietet ihm der Verfassungsgrundsatz der Bindung des Gerichts an „Recht und Gesetz“ (Art. 20 Absatz 3 GG) die Anwendung der Vorschrift (wegen Nichtigkeitsvermutung), andererseits darf es sich nicht über den Willen des Gesetzgebers hinwegsetzen (Parlament ist der unmittelbar demokratisch legitimierte Gesetzgeber). Es trifft deshalb einen Vorlagebeschluss und setzt das Verfahren bis zur Entscheidung des Bundesverfassungsgerichts aus. Untergesetzliche Rechtsnormen kann und muss das Fachgericht, wenn es von ihrer Verfassungswidrigkeit überzeugt ist, ohne Vorlage selbst unangewendet lassen.

### Verwaltungsgerichtliche Normenkontrolle

#### Bundesrecht
Das Verwaltungsrecht hat insbesondere nach § 47 VwGO die Oberverwaltungsgerichte bzw. Verwaltungsgerichtshöfe mit der Aufgabe betraut, Normenkontrollen nach den Vorschriften des Baugesetzbuchs durchzuführen, also insbesondere z. B. gegen Bebauungspläne. Diese stellen als vom jeweiligen Gemeinderat beschlossene Satzungen eigene Rechtsnormen dar, gegen die – anders als gegen Verwaltungsakte in Form z. B. eines Bescheids – nicht der Weg der Anfechtungsklage eröffnet ist.
Die Antragstellung unterliegt gemäß § 47 Absatz 2 VwGO einer Jahresfrist.
Auch andere Gesetze formulieren eine Jahresfrist, z. B. § 215 BauGB.
Die Verfahren unterliegen gemäß § 67 Abs. 4 VwGO dem Anwaltszwang. Sie sind kostenpflichtig.
Verwaltungsgerichtliche Normenkontrollen sind nicht popularklagefähig. Der Antragsteller muss vielmehr gemäß § 47 VwGO Betroffenheit in einem Recht geltend machen. Dies stellt allerdings nur eine Zulässigkeitshürde dar. Ist die Antragstellung zulässig, überprüft das Gericht die Norm allgemein auf Rechtmäßigkeit, so dass auch eine Rechtswidrigkeit, die nicht auf einer Rechtsverletzung beruht, die Aufhebung der Rechtsnorm bewirken kann.

#### Landesrecht
Je nach Landesrecht kann gemäß § 47 Absatz 1 Nr. 2 VwGO auch sonstiges untergesetzliches Landesrecht (insbesondere Rechtsverordnungen) vor den Oberverwaltungsgerichten zum Gegenstand einer abstrakten Normenkontrolle gemacht werden. Diese Möglichkeit besteht allerdings nicht in Hamburg. Dort besteht stattdessen die Möglichkeit einer Verwaltungsgerichtlichen Feststellungsklage. Mit Wirkung ab 1. Januar 2019 hat Nordrhein-Westfalen die weitergehende verwaltungsgerichtliche Normenkontrolle eingeführt. Auch Berlin hat mit Wirkung zum 1. Juli 2022 eine solche Klagemöglichkeit im Gesetz über die Justiz im Land Berlin eingeführt. In Bayern scheidet gemäß Art. 98 S. 4 BayVerf Landesverfassungsrecht als Prüfungsmaßstab für Verordnungen aus. Dies ist auch in Hessen gemäß Art. 132 HV die Rechtslage. In Rheinland-Pfalz kann gemäß § 4 AGVwGO die Verordnung eines Verfassungsorgans (insbesondere Landesregierung, Ministerpräsident, Minister) nicht Prüfungsgegenstand sein.
Im Zuge der Corona-Krise der Jahre 2020/21 wurden auch von den Landesregierungen erlassene Verordnungen im Zusammenhang mit der Einschränkung von Grundrechten Gegenstand verwaltungsgerichtlicher Entscheidungen.

## Österreich

### Allgemeines
In Österreich folgt das Bundes-Verfassungsgesetz (vgl. Art. 98 B-VG) dem Prinzip des Fehlerkalküls. Das bedeutet, dass generelle Normen (Gesetze, Verordnungen, Staatsverträge und Wiederverlautbarungen) im Fall ihrer Rechtswidrigkeit nicht nichtig sind, sondern bis zur Aufhebung gelten. Dabei kommt dem Verfassungsgerichtshof (VfGH) das Aufhebungsmonopol zu. Die Überprüfung einer solchen Norm erfolgt:
- im Zusammenhang mit einem konkreten Einzelfall (konkrete Normenkontrolle) oder
- ohne Zusammenhang mit einem konkreten Einzelfall (abstrakte Normenkontrolle).

Für Staatsverträge gilt als Besonderheit, dass sie nicht aufgehoben, sondern nur ihre innerstaatliche Anwendbarkeit ausgeschlossen wird (vgl. Art. 140a B-VG).
Im Rahmen der abstrakten Normenkontrolle steht das Antragsrecht bei Bundesgesetzen gemäß Art. 140 Abs. 1 Z 2 B-VG einem Drittel der Abgeordneten zum Nationalrat oder zum Bundesrat und den Landesregierungen zu. Bei Landesgesetzen kann gemäß Art. 140 Abs. 1 Z 3 B-VG eine abstrakte Normenkontrolle von der Bundesregierung oder, wenn dies die Landesverfassung zulässt, von einem Drittel der Mitglieder des Landtages beantragt werden. Ähnliche Bestimmungen bestehen für die Prüfung von Verordnungen (Art. 139 B-VG), Wiederverlautbarungen (Art. 139a B-VG) und Staatsverträge (Art. 140a B-VG).
Im Rahmen der konkreten Normenkontrolle soll in der Regel das in der Sache zuständige Gericht einen Antrag auf Normenkontrolle stellen, sofern die betreffende generelle Norm präjudiziell (das heißt: für die Entscheidung entscheidend) ist. Ist bereits ein Verfahren beim VfGH anhängig, in der die betreffende Norm präjudiziell ist, leitet dieser ein Verfahren auf Normenkontrolle von Amts wegen ein.
Einen Antrag auf Normenkontrolle kann der Rechtsunterworfene beim zuständigen Gericht anregen, ein konkretes Antragsrecht besteht aber nicht. Die Gerichte sind jedoch bei Zweifel über die Verfassungskonformität eines Gesetzes oder der Rechtmäßigkeit einer Verordnung auch von Amts wegen zu einem solchen Antrag verpflichtet.

### Verfahrensalternativen
Für den Fall, dass ein Gericht einen Antrag auf Normenkontrolle nicht stellt, gibt es seit dem 1. Jänner 2015 die Möglichkeit eines Parteiantrages (auch Subsidiarantrag genannt): Es kann jede Person, die als Partei einer von einem ordentlichen Gericht in erster Instanz entschiedenen Rechtssache wegen Anwendung einer verfassungs- bzw. gesetzwidrigen generellen Norm in ihren Rechten verletzt zu sein behauptet, aus Anlass eines gegen diese Entscheidung erhobenen Rechtsmittels einen Antrag auf Prüfung der betreffenden Norm beim VfGH stellen (Art. 139 Abs. 1 Z 4 B-VG und Art. 140 Abs. 1 Z 1 lit. d B-VG). Im Bereich der Verwaltungsgerichtsbarkeit gibt es keinen solchen Subsidiarantrag. Jedoch kann sich jeder Betroffene gemäß Art. 144 B-VG durch Beschwerde (im Rahmen der sogenannten Sonderverwaltungsgerichtsbarkeit) an den VfGH wenden, wenn er durch die Anwendung einer generellen Norm durch ein Verwaltungsgericht in seinen subjektiven Rechten verletzt wurde (oder wenn er durch eine Entscheidung eines Verwaltungsgerichts in seinen verfassungsmäßig gewährleisteten Rechten verletzt wurde). In dem sodann beim VfGH anhängigen Verfahren entscheidet dieser über die amtswegige Einleitung eines Verfahrens der Normenkontrolle.
Für den Fall, dass ein Gesetz bereits ohne Entscheidung eines Gerichts oder einer Verwaltungsbehörde direkt wirkt, steht dem Rechtsunterworfenen die Möglichkeit zu, einen Individualantrag (Art. 139 Abs. 1 Z 3 B-VG und Art. 140 Abs. 1 Z 1 lit. c B-VG) zu stellen. Der Individualantrag ist aber an bestimmte Voraussetzungen gebunden, die der Verfassungsgerichtshof streng auslegt. Zunächst setzt ein Individualantrag aktuelle und unmittelbare Beeinträchtigung des Antragstellers voraus. Die Unmittelbarkeit liegt insbesondere dann nicht vor, wenn ein Bescheid oder eine gerichtliche Entscheidung die generelle Norm bereits individuell-konkret umgesetzt hat. Weiters ist eine aktuelle Beeinträchtigung des Antragstellers erforderlich, eine bloß potentielle Beeinträchtigung genügt nicht. Neben diesen Voraussetzungen, die auch bei dem „Umweg“ über ein gerichtliches oder verwaltungsbehördliches Verfahren vorliegen müssen, prüft der VfGH außerdem die Zumutbarkeit eines regulären verwaltungsbehördlichen oder gerichtlichen Verfahrens, da der Individualantrag als lediglich subsidiärer Rechtsbehelf eingeführt wurde. Zumutbar ist ein Umweg dann nicht, wenn dem Antragsteller entweder kein verwaltungsbehördliches oder gerichtliches Verfahren offensteht oder dieser Umweg mit besonders langwierigen, teuren oder aufwändigen Verfahren verbunden wäre. In der ständigen Rechtsprechung hat der VfGH auch aussichtslose Bescheidanträge als zumutbar erachtet, sofern diesen keine teuren Unterlagen beigefügt werden müssen (beispielsweise bei einer Baugenehmigung). Jedenfalls unzumutbar ist es hingegen, sich zur Erwirkung eines Bescheides oder Urteils strafbar zu machen.

### Rechtsfolgen
Befindet der VfGH eine generelle Norm für rechtswidrig, so tritt die Aufhebung mit Ablauf des Tages in Kraft, an dem die Aufhebung kundgemacht wird (Art. 139 Abs. 5 bzw. Art. 140 Abs. 5 B-VG), sofern der VfGH nicht eine andere Frist bestimmt hat. Die Aufhebung wirkt lediglich für die Zukunft, auf die bereits verwirklichten Tatbestände findet üblicherweise weiterhin die alte Rechtslage Anwendung. Jedoch kann der VfGH ausnahmsweise auch rückwirkend aufheben. Unabhängig von einer solchen Verfügung ist die aufgehobene Norm auf die Rechtssache, die zur Einleitung des Normenkontrollverfahrens geführt hat, („Anlassfall“) jedenfalls nicht mehr anzuwenden. Die Tatsache, dass der Beschwerdeführer dadurch gegenüber den anderen Betroffenen besser gestellt ist, wird gelegentlich als „Ergreiferprämie“ bezeichnet.

## Schweiz

### Bundesrecht
Für das Bundesgericht und die anderen rechtsanwendenden Behörden sind nach Art. 190 Bundesverfassung (BV) die Bundesgesetze und das Völkerrecht verbindlich; sie können solche Rechtserlasse daher nicht aufheben, für ungültig erklären oder ihnen die Anwendung versagen. Der Bundesrat schlug im Rahmen der Totalrevision der Bundesverfassung im Jahre 1996 vor, dass das Bundesgericht künftig Im Zusammenhang mit einem Anwendungsakt prüfen können soll, ob ein Bundesgesetz gegen verfassungsmässige Rechte oder gegen Völkerrecht verstößt. Dieser Vorschlag scheiterte im Nationalrat. Im Jahre 2011 schlug die Kommission für Rechtsfragen des Nationalrates die Aufhebung von Art. 190 BV vor, nachdem zwei parlamentarische Initiativen der Mitglieder des Nationalrates Heiner Studer (EVP) und Vreni Müller-Hemmi (SP) dazu den Anstoß gegeben hatten. Der Nationalrat stimmte der Vorlage in der ersten Beratung zu. Der Ständerat lehnte sie jedoch ab. In der Differenzbereinigung schloss sich ihm der Nationalrat an.
Das Bundesgericht darf in einer Urteilsbegründung Kritik an verfassungswidrigen Bundesgesetzen üben und tut dies gelegentlich auch. Eine solche Kritik führt vereinzelt zu Gesetzesänderungen durch die Bundesversammlung. Bei unbestimmten Rechtsbegriffen in Bundesgesetzen können die Gerichte diese im Rahmen der Rechtsauslegung zudem verfassungskonform auslegen, solange dadurch die Gesetzesnorm nicht umgedeutet oder korrigiert wird.
Verordnungen können die Gerichte und rechtsanwendenden Behörden im Rahmen einer konkreten Normenkontrolle auf ihre Verfassungsmäßigkeit hin überprüfen und ihnen im konkreten Fall die Anwendung versagen.

### Kantonales Recht
Erlasse des kantonalen Rechts können ebenfalls im Rahmen der konkreten Normenkontrolle von den Gerichten und Behörden auf ihre Übereinstimmung mit der Bundesverfassung überprüft werden. Daneben besteht bei diesen Erlassen die Möglichkeit der abstrakten Normenkontrolle. Diese wird durch das Bundesgericht gestützt auf eine Beschwerde in öffentlich-rechtlichen Angelegenheiten vorgenommen.
Eine Ausnahme bilden die Kantonsverfassungen. Ihre Übereinstimmung mit Bundesrecht wird durch die Bundesversammlung überprüft (Art. 172 Abs. 2 BV). Das Bundesgericht prüft die Kantonsverfassungen auf ihre Vereinbarkeit mit der übergeordneten Bundesverfassung daher nur bezüglich Bestimmungen in der Bundesverfassung, welche nach der fraglichen kantonalen Verfassungsbestimmung in Kraft traten und deshalb von der Bundesversammlung nicht berücksichtigt werden konnten.

## Liechtenstein
Ähnlich wie in Deutschland und Österreich wird im Fürstentum Liechtenstein in abstrakte und konkrete Normenkontrolle unterschieden.
Es wird grundsätzlich in die Prüfung der
- Verfassungsmässigkeit von Gesetzen (Gesetzesprüfung, Art 18 f StGHG),
- Verfassungs-, Gesetz- und Staatsvertragsmässigkeit von Verordnungen (Verordnungsprüfung, Art 20 f StGHG),
- Verfassungsmässigkeit von Staatsverträgen (Staatsvertragsprüfung, Art 22 f StGHG),

unterschieden (hinsichtlich der Prüfung von Staatsverträgen ist keine abstrakte Normenkontrolle vorgesehen).

### Gesetzesprüfung
Bei der Prüfung der Verfassungsmässigkeit von Gesetzen entscheidet der Staatsgerichtshof über die Verfassungsmässigkeit von Gesetzen oder einzelner gesetzlicher Bestimmungen:
a) auf Antrag der Regierung oder einer liechtensteinischen Gemeinde;
b) auf Antrag eines Gerichts oder
c) von Amtes wegen, wenn und soweit er ein ihm verfassungswidrig erscheinendes Gesetz oder einzelne seiner Bestimmungen in einem bei ihm anhängigen Verfahren anzuwenden hat,
und hebt das Gesetz oder einzelne seiner Bestimmungen auf, soweit dieses mit der Verfassung unvereinbar ist. Sind das Gesetz oder einzelne seiner Bestimmungen bereits außer Kraft getreten, dann stellt der Staatsgerichtshof deren Verfassungswidrigkeit fest (Art. 19 Abs. 2 StGHG).

### Verordnungsprüfung
Über die Prüfung der Verfassungs- und Gesetzmäßigkeit sowie über die Staatsvertragsmässigkeit von Verordnungen oder einzelnen Bestimmungen von Verordnungen entscheidet der Staatsgerichtshof:
a) auf Antrag eines Gerichts oder einer Gemeindebehörde,
b) von Amtes wegen, wenn und soweit er eine ihm verfassungs-, gesetz- oder staatsvertragswidrig erscheinende Verordnung oder einzelne ihrer Bestimmungen in einem bei ihm anhängigen Verfahren anzuwenden hat;
c) auf Antrag von mindestens 100 stimmberechtigten Bürgern,
und hebt die Verordnung oder einzelne ihrer Bestimmungen auf. Sind die Verordnung oder einzelne ihrer Bestimmungen bereits außer Kraft getreten, dann stellt der Staatsgerichtshof ihre Verfassungs-, Gesetz- oder Staatsvertragswidrigkeit fest (Art. 21 Abs. 2 StGHG).

### Staatsvertragsprüfung
Der Staatsgerichtshof entscheidet über die Verfassungsmässigkeit von Staatsverträgen oder einzelnen Bestimmungen von Staatsverträgen:
a) auf Antrag eines Gerichts oder einer Verwaltungsbehörde, wenn und soweit diese einen ihnen verfassungswidrig erscheinenden Staatsvertrag oder einzelne seiner Bestimmungen in einem bei ihnen anhängigen Verfahren anzuwenden haben (Präjudizialität) und sie auf Unterbrechung des Verfahrens zur Antragstellung an den Staatsgerichtshof entschieden haben;
b) von Amts wegen, wenn und soweit er einen ihm verfassungswidrig erscheinenden Staatsvertrag oder einzelne seiner Bestimmungen in einem bei ihm anhängigen Verfahren anzuwenden hat.
Erkennt der Staatsgerichtshof, dass ein Staatsvertrag oder einzelne seiner Bestimmungen mit der Verfassung unvereinbar sind, dann hebt er ihre innerstaatliche Verbindlichkeit auf (Art. 23 Abs. 1 StGHG).